# St. Michael (Wachstedt)

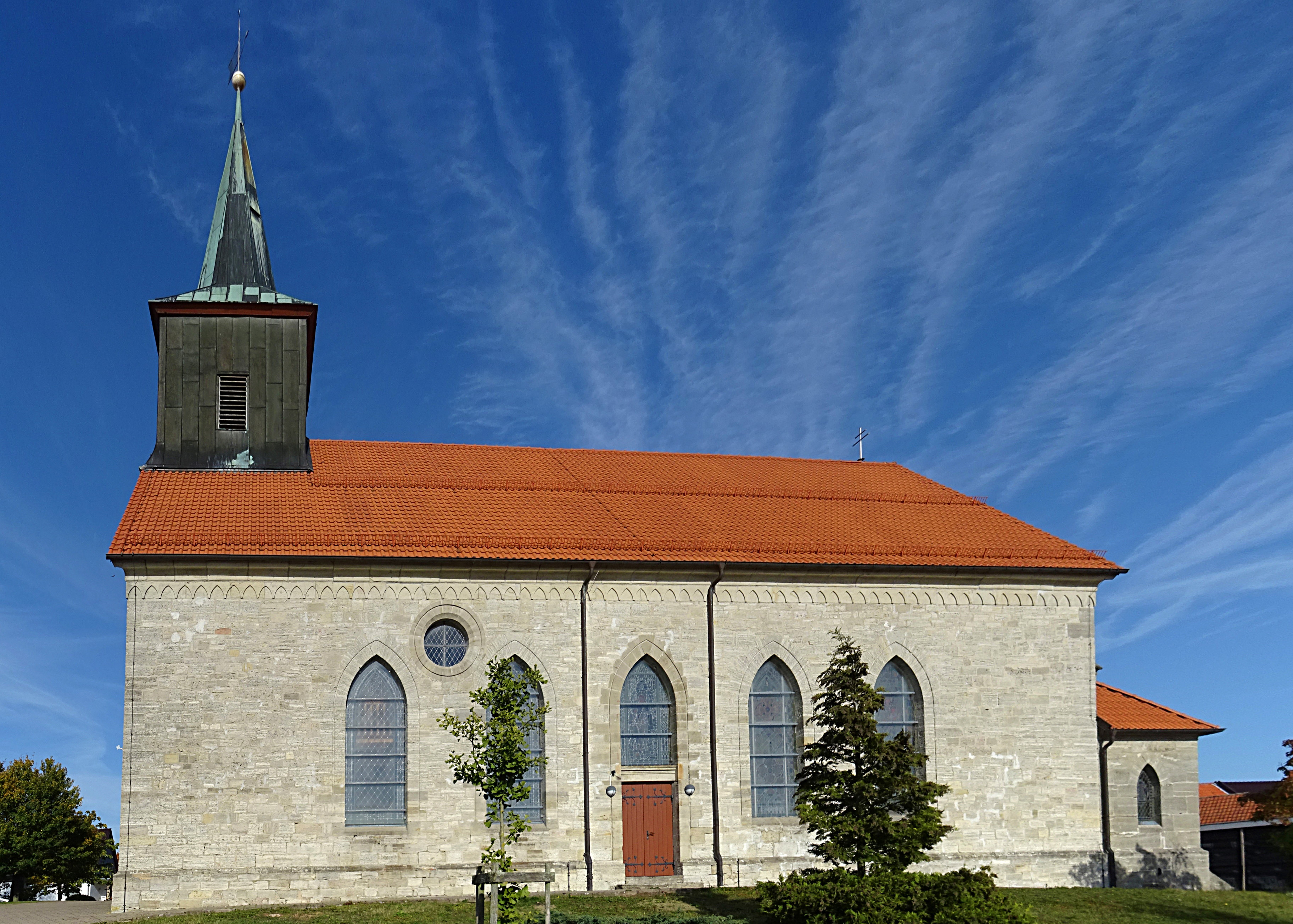
St. Michael

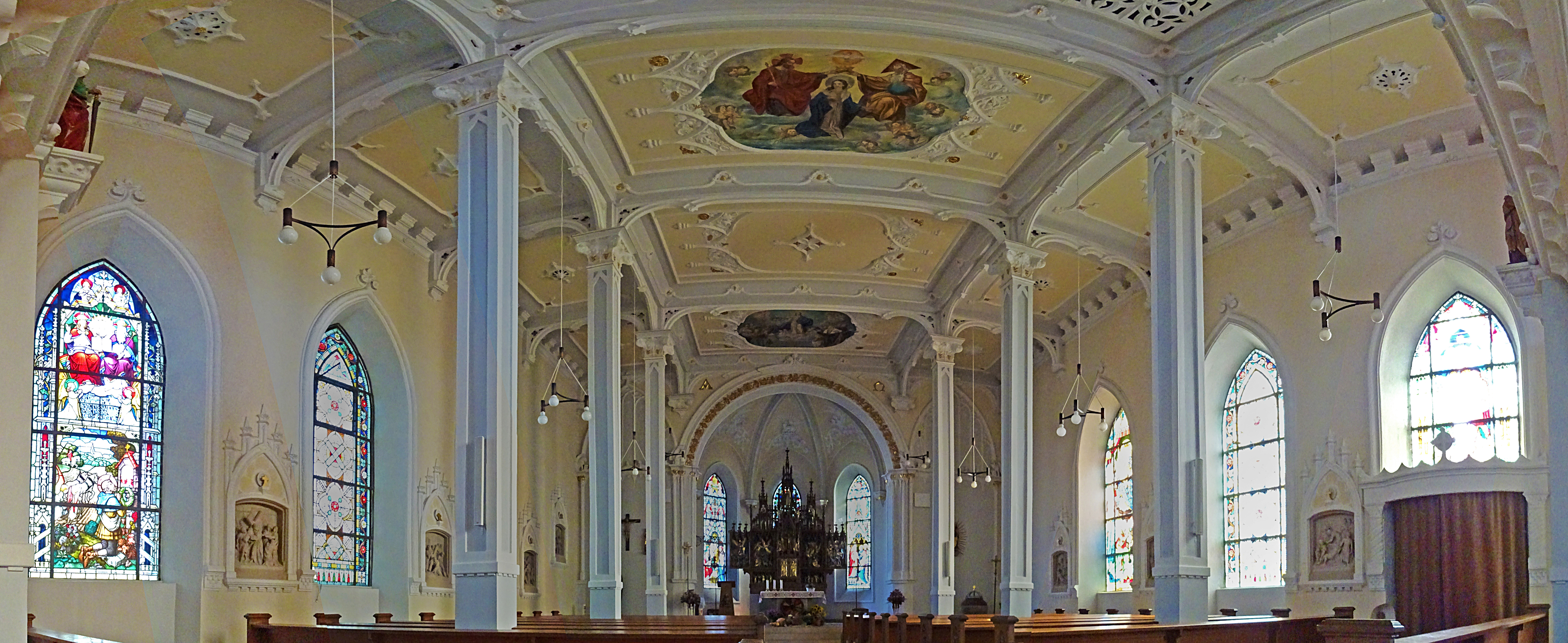
Innenraum-Panorama

Die römisch-katholische denkmalgeschützte Filialkirche St. Michael steht in Wachstedt im thüringischen Landkreis Eichsfeld. Sie ist Filialkirche der Pfarrei St. Georg und Juliana Küllstedt im Dekanat Dingelstädt des Bistums Erfurt. Sie trägt das Patrozinium des heiligen Erzengel Michael.

## Architektur
Die neugotische Hallenkirche mit drei Kirchenschiffen wurde 1840–1845 an Stelle eines Vorgängers errichtet. Aus dem Satteldach des Kirchenschiffs erhebt sich seit 1853 ein Dachturm, der mit einem spitzen Helm bedeckt ist, auf dem eine Turmkugel sitzt. 1886 wurde ein Anbau nach Osten mit eingezogenem, dreiseitig geschlossenem Chor und einer Sakristei nach Südosten errichtet. Die Kirche wurde 1906 und 1965–1967 renoviert, dabei wurde die Kirchenausstattung teilweise entfernt.
Der Innenraum wurde 1925/1926 mit Stuck verziert. Die Deckenmalerei auf der kassettierten, stuckierten Flachdecke hat 1928 Norbert Krohmer geschaffen. Die Brüstung der Empore im Westen ist verziert. Der Chor ist mit einem Kreuzrippengewölbe auf Konsolen überspannt, im Stuck der Felder sind Engel und das Lamm Gottes dargestellt.

## Ausstattung
Der Flügelaltar von 1901 ist neugotisch. Sein Aufbau stammt von Heinrich Schweppenstede aus Wiedenbrück, ein Relief von Anton Mormann. Das Taufbecken ist mit 1707 datiert.  Maria- und Johannesfiguren stehen am Eingang von einer Kreuzigungsgruppe, die um 1500 entstanden sind.
Die farbigen Bleiglasfenster im Kirchenschiff mit figürlichen Darstellungen hat von 1904 bis 1906 Franz Xaver Zettler geschaffen. Die Stationen des Kreuzwegs stammen von Willy Albermann aus Köln.

## Orgel

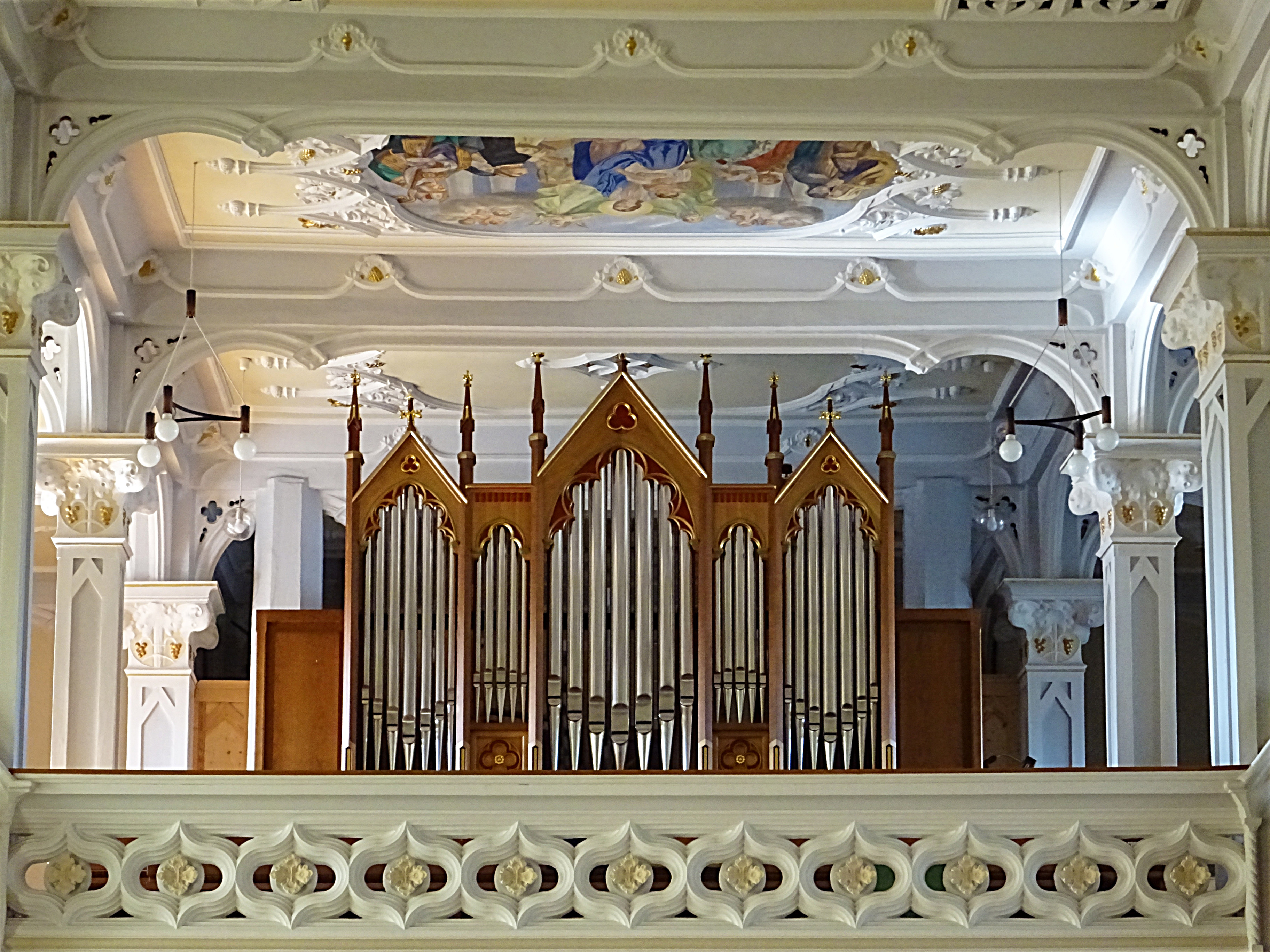
Feith-Orgel

Die Orgel mit 18 Registern, verteilt auf 2 Manuale und Pedal, wurde 1920 von Anton Feith gebaut und von Karl Brode & Sohn restauriert.